# 李丕顯
李丕顯（1494年—1554年），字憲文，號貞菴，福建福州府長樂縣（今古槐镇湖南村）人，軍籍，明朝政治人物。

## 生平
嘉靖四年（1525年）乙酉科福建鄉試第七十六名舉人。曾任龍門縣儒學教諭，嘉靖十四年（1535年）中式乙未科會試第二十二名，登第三甲第五十二名進士。授永嘉知縣，十九年十月选授南京山西道试御史，二十一年三月实授。歷官汝寧府、赣州府知府，以劳卒于官。

## 家族
曾祖李則仁；祖父李孟申；父李德宣，母林氏；繼母陳氏。慈侍下。